# Неоновая плоть
Неоновая плоть (исп. Carne de neón) — комедийно-драматический фильм испанского режиссёра и сценариста Пако Кабесаса, в основу которого легла одноимённая короткометражка 2005 года. Впервые показан на кинофестивале в Ситжесе в 2010 году. Премьера «Неоновой плоти» состоялась 21 января 2011 года в Испании.

## Сюжет
В основе картины лежит судьба Рики — парня, выросшего на улице в среде наркоманов, проституток и сутенёров, то есть на самом городском дне. Важным поворотом для него становится встреча с матерью, которая отсидев 11 лет в тюрьме, наконец выходит на свободу. Чтобы наладить с ней отношения, Рики открывает бордель под названием «Хиросима» с неоновой вывеской у входа. Но дела, как обычно, принимают неожиданный поворот: у матери оказывается прогрессирующая болезнь Альцгеймера, а компания друзей Рики постоянно впутывается во всякие неприятности.

## История создания
Фильм «Неоновая плоть» является полнометражной версией одноимённой короткометражки. Как признался в интервью сам Пако Кабесас: «То, что я снял эту короткометражку и её увидело много народа — просто удача, хотя мало кто знает, что затраты на неё были минимальны. Я потратил 10 000 евро — самый минимум, чтобы заплатить участникам и обеспечить их едой во время съемок фильма (фрикадельками моей мамы, в основном)». В отличие от предыдущей версии, фильм отличается элементами комедии, что на взгляд режиссёра только улучшило картину.
Съёмки проходили в Буэнос-Айресе (Аргентина).

## В ролях
| Актёр               | Роль      |
| ------------------- | --------- |
| Марио Касас         | Рики      |
| Анхела Молина       | Пура      |
| Лусиано Касерес     | Эль-Ниньо |
| Дарио Грандинетти   | Чино      |
| Дамасо Конде        | Принцесса |
| Бланка Суарес       | Вероника  |
| Макарена Гомес      | Каниха    |
| Антонио де ла Торре | Сантос    |

## Отзывы о фильме
Издания дали разные оценки данной киноленте: от отрицательных до положительных. Так, variety.com написала, что «Неоновая плоть» — чрезвычайно интересный фильм, где грубость, неотёсанность и сентиментальность, оправдываются острым, интеллектуальным подходом к материалу.